# آرنور

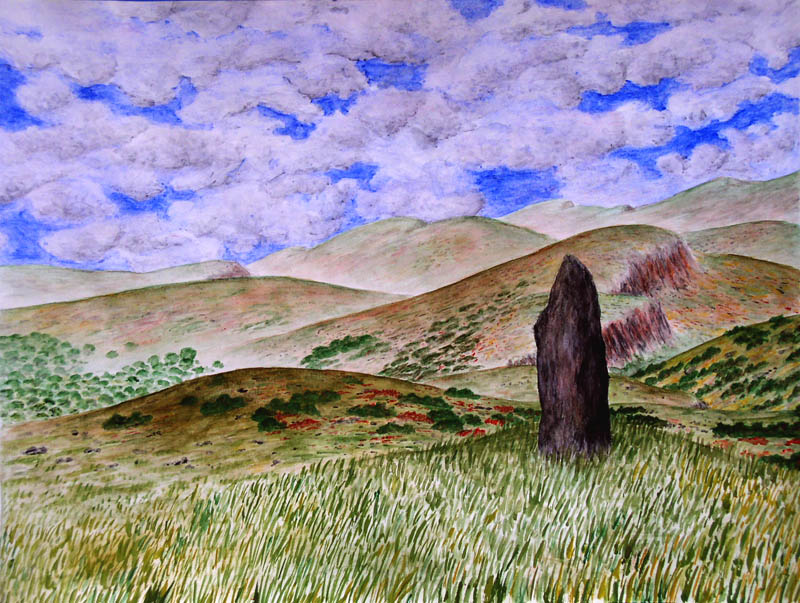
اندویت، منطقه‌ای در جنوب اریادور، بین پادشاهی‌های گوندور و آرنور

آرنور (به زبان انگلیسی: Arnor) یا فرمانروایی شمالی، پادشاهی دونداین در سرزمین اریادور واقع در سرزمین میانه بود. این منطقه جایگاه اصلی پادشاه بلندمرتبه آرنور می‌باشد که بر دو منطقه آرنور و گاندور حکومت می‌کردند. آرنور از مکان‌های رشته‌افسانه‌های دنیای تاکلین است. این پادشاهی پس از نابودی نومه نور توسط الندیل بنیان نهاده شد. الندیل پس از رسیدن به اریادور در سرزمین میانه کنار دریاچه ننویال یا اوندیم شهری بنام آنومیناس را ساخت و آن را پایتخت پادشاهی آرنور انتخاب کرد.

## تاریخچه ابتدایی
آرنور در اواخر دوران دوم (۳۳۲۰ د. د) توسط الندیل تأسیس شد. در آن زمان پسران او قلمرو گاندور را بنا نهاده بودند. تاریخ دو پادشاهی در هم تنیده است؛ هر دو پادشاهی را به عنوان قلمرو دونه داین در تبعید می‌نامند.
پیش از تأسیس آرنور، جمعیت قابل توجهی از نومه‌نوریان در آنجا زندگی می‌کردند. نومه‌نوریان با رهبری تار-منلدور و تار-آلداریون مهاجرت آرامی را به این سرزمین آغاز کرده بودند. پیش از رسیدن دون‌اداین، آرنور مأمن انسان‌هایی از قوم اداین بود و پس از مدت کوتاهی این جمعیت با مردم دیگری از اداین ترکیب شدند. الندیل و مردمش از سوی گیل-گالاد پادشاه برین نولدور مورد حمایت قرار گرفتند، و کشتی‌هایشان را از رودخانه لون گذر دادند. او شهر آنومیناس را تأسیس نموده و آنجا را به عنوان پایتخت برگزید. در اصل آرنور از سرزمین‌های جنوبی‌تر (گاندور) مطبوع تر بود زیرا الف‌هایی که تحت رهبری گیل-گالاد بودند در نزدیکی رودخانه لون زندگی می‌کردند. با این وجود، در سال‌های بعد، پس از اینکه سائورون سایه شومش را بر نومه‌نوریان انداخت، افراد بیشتری نسبت به جنوب در آنجا سکنی گزیدند. این امر منجر به این شد که الندیل به سرزمینی پا گذارد که جمعیت آن اکثراً از کسانی بودند که برخلاف افراد نومه‌نوری خودش، غالباً از دوستان الف‌ها بودند. برخلاف گاندور که در جنوب قرار داشت، در آرنور دانش بیشتری نسبت به دوران اولیه حفظ شده بود.

## پلانتیری
پلانتیری یا «سنگ‌های بینا» سنگ‌های کروی خاصی بودند که می‌توانستند با یکدیگر ارتباط برقرار کنند و تصویری گویا را برای شخصی که از آن استفاده می‌کرد، ارائه دهند. این سنگ‌ها در اصل بین الندیل و پسرانش تقسیم شده بود. معمولاً به شدت از آن‌ها محافظت می‌شد و تحت اختیار پادشاهان بودند. در کل هفت عدد از این سنگ‌ها موجود بوده است، که سه تای آن‌ها به پادشاهی شمالی اختصاص یافته و بقیه متعلق به گاندور بود. این سه سنگ عبارتند از:
- سنگ الوستیریون، در برج الوستیریون که برای ارتباط با سنگ مادر که در تول‌ارسا قرار داشت و متعلق به الف‌ها بود، استفاده می‌شد. این سنگ نمی‌توانست با دیگر سنگ‌های سرزمین میانه ارتباط برقرار کند.
- سنگ آمون‌سول، در برج دیده‌بانی آمون سول. سنگی بزرگ که بیشتر برای ارتباط با سنگ همتایش در گنبد بزرگ اسگیلیاث در گاندور مورد استفاده قرار می‌گرفت.
- سنگ آنومیناس، در شهر آنومیناس. هر چند یکی از سنگ‌های کوچک بود، اما سنگی بود که اکثراً توسط پادشاهان آرنور به کار می‌رفت.

## نبرد آخرین اتحاد
در اواخر دوران دوم، آرنور در نبردی بزرگ با سائورون خود را متحد با پادشاه برین، گیل-گالاد دانست، در اتحادی به نام آخرین اتحاد الف‌ها و انسان‌ها. با کمک نیروهای جنوبی که از گاندور آمده بودند، آنان در نبرد آخرین اتحاد، در مقابل سائورون صف‌آرایی نمودند. این جنگ طی یک دوره چند ساله در دشت داگورلد و خود موردور صورت پذیرفت. الندیل و پسرش آناریون در این نبرد کشته شدند، اما ایسیلدور کسی بود که سرنوشت نبرد را تعیین نمود. او انگشتی از سائورون را که حلقه یگانه در آن قرار داشت، قطع نمود و پیروزی را به ارمغان آورد. الروند چاووش گیل-گالاد، ایسیلدور را مجبور کرد تا حلقه یگانه را به کوه هلاکت موردور بیندازد و آن را نابود سازد، اما ایسیلدور از این کار سر باز زد و حلقه نجات یافت. آرنور در این نبرد صدمات سنگینی دیده بود، و بخش‌هایی از سرزمین تقریباً خالی از سکنه شده بود.
ایسیلدور پادشاه دوم آرنور (و همچنین گاندور) در سال ۲ دوران سوم در نبرد مصیبت بار دشت‌های گلادن توسط اورک‌ها کشته شد. سه پسر بزرگ او نیز در آن جنگ کشته شدند، اما پسر چهارمش والاندیل که از همه جوان‌تر بود و در ریوندل مانده بود در همان سال پادشاه آرنور گشت، اما ایسیلدور حلقه یگانه را هنگامی که در حال فرار از دست اورک‌ها بود در رودخانه گم کرد. آرنور پس از فقدان شدیدی که از این جنگ حاصلش شد، هیچگاه به‌طور کامل ترمیم نشد.
به دلیل اینکه والاندیل و وارثینش ادعای پادشاهی گاندور را نداشتند، این قلمروها تقسیم شدند. حاکمان آرنور لقب پادشاه بلندمرتبه را برای خود انتخاب کردند، در صورتی‌که حاکمان گاندور فقط لقب پادشاه را به یدک می‌کشیدند.

## افول و فروپاشی
پایتخت آرنور شهر آنومیناس در کنار دریاچه اون‌دیم بود، اما در سال ۸۶۱ د. س فورنوست اراین به عنوان پایتخت انتخاب شد و آنومیناس خالی از سکنه شد و به تدریج از بین رفت.
پس از مرگ ائارندور دهمین پادشاه آرنور در سال ۸۶۱ د. س، این سرزمین درگیر جنگ داخلی بین سه پسر ائارندور شد. بزرگ‌ترین پسر وی با نام آملیت، مدعی پادشاهی بر کل قلمرو آرنور شد اما فقط توانست به بخشی از آن به نام آرتداین حکومت کند در حالیکه دو برادر دیگرش قلمرو باقی‌مانده را به دو قسمت کاردولان و رودئور تقسیم کردند.

## جنگ با آنگمار
بزرگ‌ترین دشمن آرنور در شمال تا اواسط دوران سوم جایی نبود جز آنگمار که توسط پادشاه جادوگر آنگمار رهبری می‌شد. در زمان زمامت مالوگیل (در سال ۱۳۰۰ د. س)، این قدرت جدید در آن سوی خلنگ‌زارهای اتن ظاهر شد. این سرزمین توسط اورک‌ها و انسان‌های ملعبه پادشاه جادوپیشه آنگمار اشغال شد و شروع به یورش به رودئور و کاردولان نمودند. در نهایت مشخص شد که پادشاه جادوپیشه کسی نیست جز رئیس اشباح حلقه سائورون. سال‌ها بعد، آرگلب اول از آرتداین، مرزهای منتهی به تپه‌های و در را استحکام بخشید. علی‌رغم این کار، آرگلب درگیر نبردی با آنگمار و متحدش رودئور شد. پسر او آرولگ در منطقه کاردولان پاتکی را به دشمن وارد نمود و آن‌ها را به عقب راند. او توانست خط مقدم جبهه اش را برای چندین سال با موفقیت حفظ کند. سپس در سال ۱۴۰۹ د. س آنگمار از رودخانه هوآرول گذر کرده به کاردولان وارد شد و بار دیگر به آن یورش برد. این دفعه، ودرتاپ تسخیر شد و آرولگ در نبرد کشته شد. زمانی‌که آمون سول از بین رفت، پلانتیر حفظ شد و به فورنوست آورده شد. درحالی‌که کاردولان از بین رفته بود، آنگمار نهایتاً توسط نیروهای الفی که از لیندون و ریوندل می‌آمدند و الروند آنان را هدایت می‌کرد به عقب رانده شدند.

## طاعون بزرگ
تهدید دیگری که فرمانروایی شمالی را تحت تأثیر قرار داد، این دفعه چیزی بود که شمشیرها و زره‌ها نمی‌توانستند جلودار آن باشند. طاعون بزرگی در شرق، در مجاورت دریای رون و در شمال شرقی موردور شروع شده بود. این بیماری پس از اینکه صدمات جبران‌ناپذیری را در رووانیون به بار آورد، در سال ۱۶۳۶ د. س به اسگیلیاث در گاندور آمد و باعث کشته شدن پادشاه تلمنار و خانواده اش شد. در مناطقی که طاعون در آن‌ها شیوع داشت، تقریباً ۵۰٪ مردم از بین رفته بودند. این بیماری، که به‌طور شدیدی غرب گاندور را تحت تأثیر قرار داده بود به سمت کاردولان در شمال در حال حرکت بود.
در کاردولان، این بیماری صدمات بسیاری به بار آورد و آخرین دونداین‌های کاردولان در بلندی‌های گوژپشته را از بین برد. آنگمار از این تراژدی بهره جست و موجوداتی اهریمنی به نام بارو-وایت‌ها را برای هجوم به این مناطق گسیل داشت. هابیت‌های شایر از سوی آنان آسیب دیدند اما نه به‌طور سنگین. طاعون قدرتش را از دست داد با این وجود، در این نقطه بسیاری از آرتداین‌ها سالم ماندند.

## سقوط آرتداین
در سال ۱۹۷۴ د. س، بخش نهایی تاریخ آرتداین رقم خورد. پادشاه جادوپیشه در دوران زمستان طولانی بار دیگر حمله کرد. فورنوست از بین رفت و نیروهای باقی‌مانده آرنوریان به سمت رودخانه لون در لیندون کشیده شدند. پادشاه آرودوی مجبور به فرار به سمت فوروخل شد و از آدم‌برفی‌های آنجا درخواست کمک کرد. پسر او، آرانارت به سوی گیردان در بندرگاه‌ها سفر کرد تا سقوط آرتداین را به او اطلاع دهد. گیردان در پاسخ یک کشتی را برای نجات آرودوی به سمت شمال گسیل داشت. زمانی‌که آدم‌برفی‌های فوروخل رسیدن کشتی را دیدند، احساس ناراحتی کرده و نسبت به نقشه فرار بیمناک شدند. رئیس آن‌ها در پاسخ به آرودوی گفت:
«به این هیولای دریایی سوار نشو! اگر آن‌ها آن را دارند، بگذار تا مردان دریایی برای ما غذا و آنچه که نیاز داریم را بیاورند. تو می‌توانی تا زمانی‌که پادشاه جادوپیشه به خانه می‌رود اینجا پیش ما بمانی. در تابستان که قدرت او از بین می‌رود؛ اما اکنون نفس او مرگبار است و دست سرد او دراز.»
- ارباب حلقه‌ها، ضمیمه الف، ص ۱۰۱۸.
مشخص شد که آدم‌برفی‌ها راست می‌گفتند. طوفانی در آن شب رخ داد و کوه‌های یخی را به سمت ساحل آورد و کشتی را در هم شکست و افراد بسیاری از جمله پادشاه آروه‌دوی همراه با آن غرق شدند. متأسفانه او به پیشگویی مالبت پیشگو جامه عمل پوشانید؛ زیرا مالبت هنگام تولد او خبر داده بود که آروه‌دوی «آخرین پادشاه آرتداین» خواهد بود؛ بنابراین پادشاهی شمالی پایان پذیرفت، اما هابیت‌ها در شایر زنده ماندند. آن‌ها در نهایت یک تاین را از میان خود انتخاب کردند تا به عنوان پادشاه فعالیت کند، و اولین آن‌ها نیز بوکا از ماریش در سال ۱۹۷۹ دوران سوم بود.

## مقابله با آنگمار
فرستادگانی از آرتداین به گاندور سفر کردند تا از دونداین جنوبی برای نبرد با نیروهای پادشاه جادوپیشه کمک بخواهند. با این وجود، گاندور نیز از سوی ایسترلینگ‌ها مورد تهدید واقع شده بود، پس نمی‌توانست به سرعت به کمک آرنور برسد. از زمانی‌که پادشاه اوندوهر و دو پسرش در مصاف با ایسترلینگ‌ها در نبرد اردوگاه در سال ۱۹۴۴ دوران سوم کشته شدند، گاندور رو به ضعف گذاشته بود. آروه‌دوی از آرنور سعی کرد تا ادعای حکومت بر فرمانروایی جنوبی را مطرح کند، اما این ادعا از سوی گاندوریان پذیرفته نشد. ائارنیل فرمانده پیروز نبرد اردوگاه و عضو خانواده سلطنتی، فرمانروایی را مدعی شد و از سوی شورای سلطنتی گاندور مورد پذیرش قرار گرفت.
پادشاه آروه‌دوی در مورد بحرانی که در مقابل حملات پی در پی آنگمار با آن روبرو بود پیام‌های فوری به گاندور فرستاد. با این وجود، ائارنیل دوم به دلیل مشکلاتی که در مورد بهبود بخشیدن به اوضاع به هم ریخته گاندور پس از پیروزی داشت، نتوانست بلافاصله عکس‌العمل نشان دهد. پادشاه پسر و وارثش ائارنور را با ناوگانی قدرتمند به سمت بندرگاه‌ها در شمال فرستاد. متأسفانه، زمان نجات آرتداین گذشته بود، و فرمانروایی شمالی از بین رفته بود. زمانی‌که نیروهای دریایی ائارنور در بندرگاه خاکستری لنگر انداختند، اندازه و عظمت آن‌ها الف‌ها و انسان‌ها را خیره و متحیر کرد. از این کشتی‌ها ارتشی بس قدرتمند پیاده شد که شمال سرزمین میانه تا قرن‌ها به خود ندیده بود. مردم کیردان کاملاً تحت تأثیر عظمت ارتش گاندور، به خصوص سواره نظام آن شده بود. بخش اعظمی از سواره نظام را سوارکاران دره‌های آندوین تشکیل داده بودند. کیردان و ائارنور نیروهای خود را همراه با باقی‌مانده نیروهای آرنور ترکیب کردند، بزرگ‌ترین اتحاد از نیروهای الف و انسان که پیش از نبرد آخرین اتحاد به وجود آمده بود؛ این ارتش بزرگ از رودخانه لون عبور کرد و به سمت شمال به حرکت افتاد. این نیروها با خشونت و بی رحمی کامل به سمت پایتخت آرنوریان فورنوست حرکت می‌کردند، جاییکه پادشاه جادوپیشه آنجا و قصرش را به تصرف خود درآورده بود.

## شکست آنگمار
زمانیکه آنگمار هجوم ارتش متحد را به چشم دید، نتوانست عمق تهدید و خطری که به سمتش می‌آمد را دریابد. به جای آنکه در شهر نظامی فورنوست منتظر مهاجمان بماند، نیروهایش را به بیرون از قلعه برد و در فضای باز با آنان روبرو شد. او فکر می‌کرد که به راحتی می‌تواند این ارتش را به مانند ارتش آروه‌دوی که سال پیش شکست داده بود، از بین ببرد. اما این دفعه تفاوت فاحشی وجود داشت، این تفاوت نیروی دریایی و زمینی قدرتمند گاندور بود. نیروهای متحد به پیشروی خود ادامه می‌دادند و به جای بنا کردن استحکامات دفاعی، از تپه‌های اون‌دیم به آنگمار حمله بردند، و نبرد بزرگ به اوج خود رسید. نیروهای پادشاه جادوپیشه نمی‌توانستند در برابر آنان ایستادگی کنند، با این وجود، آن‌ها شروع به عقب‌نشینی به سمت شهر کردند. با این حال، هر گونه امید برای بازپس‌گیری به‌طور عادی از بین رفت.
سواره نظام گاندور، از شمال به درون نیروهای آنگمار حمله بردند و باعث شدند که نبردی سخت درگیرد که در نهایت منجر به پایان نبرد فورنوست شد. پادشاه جادوپیشه در اوج نبرد، از شهر فرار کرد و به سوی آنگمار گریزان شد. اما نیروهای سواره نظام که تحت رهبری ائارنور بودند شروع به تعقیب باقی‌مانده‌های نیروی دشمن شدند و همگی را از بین بردند. این کار به سختی انجام شد، بنابراین نیروهای الف که تحت رهبری گلورفیندل بودند نیز از سمت ریوندل به دشمن حمله کردند و نابودی دشمن را تکمیل نمودند. در نهایت، پادشاه جادوپیشه با استفاده از قدرتش ائارنور را دچار سردرگمی و ناکامی‌کرد، اما اسب وی از آن شبه اهریمنی دوری کرد. زمانی‌که ائارنور می‌خواست اسبش را کنترل کند، گلورفیندل پیشگویی معروفش را با اندوه بیان نمود:
«او را تعقیب مکن! زیرا دیگر به این سرزمین باز نخواهد گشت. سرنوشت او هنوز به پایان نرسیده است، و مرگ او به دست هیچ مردی رقم نخواهد خورد.»
- ارباب حلقه‌ها، ضمیمه الف، ص ۱۰۲۷
این پیشگویی به وقوع نپیوست تا هزاران سال بعد، پادشاه جادوپیشه در نبرد دشت‌های پله‌نور به دست زنی به نام ائووین از میان رفت.

## فرماندهان دون‌اداین
پس از مرگ پادشاه آرودوی، پسر او آرانارت دریافت که دونه داین شمالی بسیار محتمل است که قلمرو آرتداین را از نو تأسیس نمایند. او همراه با مردمش که تعدادشان رو به نزول بود به صورت بیابان‌گرد زندگی می‌کردند و در سرزمین اریادور از مکانی به مکان دیگر کوچ می‌کردند. او به جای اینکه خود را پادشاه یا شاهزاده بنامد، لقب فرمانده را به خود داد. به این صورت بود که نسل پادشاهان آرنور با موفقیت حفظ شد تا اینکه در سال ۱ دوران چهارم پادشاهی آرنور از نو تجدید بنا شد. آران‌آرت پسر آراهائل را به ریوندل نزد ارباب الروند برد تا در امنیت کامل بتواند رشد کند. این کار تبدیل به سنتی شد که در ادامه دوران سوم نیز توسط دیگر فرماندهان انجام می‌شد. علاوه بر این کار میراث خاندان الندیل نیز نزد الروند آورده شده بود: عصای پادشاهی آنومیناس، حلقه باراهیر، تکه‌های شمشیر نارسیل و ستاره الندیل.
بنابراین دون‌اداین‌ها در سایه‌ها زنده ماندند و منتظر روز موعود بودند که در آن پادشاهی آرنور از نو متولد می‌شد. شانزده تن از فرماندهان دون‌اداین در نسل مستقیم پادشاهان زیستند که آراگورن آخرین آن‌ها بود. در آن زمان خطرات بسیاری در اریادور وجود داشت، و بسیاری از فرماندهان در جوانی از بین رفتند. یکی از آن‌ها پدر آراگورن دوم، آراتورن دوم بود که توسط اورک‌هایی که در حال گذر از آن منطقه بودند کشته شد.

## نبرد حلقه
پادشاهی آرنور هزاران سال پیش از وقوع نبرد حلقه از بین رفته بود، اما با این وجود نیروهای شمالی در این نبرد شرکت کردند. آراگورن دوم یکی از تکاوران شمال بود و البته در آنجا صدها تن مانند او در حال فعالیت در این منازعه بودند. جمعی از این گروه آراگورن را در جاده‌های مرگ و در زمان نبرد اومبار که منجر به تسخیر ناوگان دزدان دریایی شد، همراهی می‌کردند. آنان آراگورن را در نبرد آخر یاری نمودند، تحت لوای او جنگیدند و در نبرد مورانون که منجر به شکست همیشگی سائورون شد، در کنار او بودند.
در دیگر بخش‌های شمال نیز درگیری‌هایی وجود داشت. در کل سه دسته هجوم مختلف به لوتلورین صورت گرفت، که از سوی سپاهیان الف که تحت رهبری کله‌بورن و تراندویل بودند، دفع گردید. در نهایت، کله‌بورن حمله‌ای را ترتیب داد که منجر به فتح دول گولدور گردید و تهدیدات سائورون در شمال را برای همیشه پایان بخشید.
همچنین در منطقه شایر نیز درگیری‌هایی دیده می‌شد، بین گردنکشان سائورون و شبه نظامیان هابیت‌ها. این آخرین نبردی بود که در خلال نبرد حلقه صورت گرفت که نتیجه آن مرگ سارومان و کشته شدن یا دستگیرشدن طرفداران او بود. از این درگیری‌ها با نام نبرد بای واتر یاد می‌شود و حضور هابیت‌ها در این نبرد را یادآور می‌شود.
پادشاهی از نو متحده شده

## اهدای عصای سلطنتی به آراگورن توسط فارامیر
فارامیر، پسر دنه‌تور دوم آخرین کارگزار گاندور، عصای سلطنتی را به پادشاه جدید تقدیم کرد و در پشت او قرار گرفت. سپس آراگورن دوم به نام پادشاه اله‌سار توسط گندالف تاج‌گذاری شد و پادشاهی آرنور را به عنوان بخشی از پادشاهی از نو متحد شده تجدید بنا نمود و آنومیناس را به عنوان پایتخت جدید انتخاب کرد. وی با شاهزاده الف آرون که نام ملکه اون‌استار آرنور و گاندور را برای خود انتخاب کرد ازدواج نمود. پس از نابودی سائورون، آرنور برای بار دیگر مکانی امن برای زندگی انسان‌ها گشت هر چند پیش از این جمعیت آن از گاندور کمتر بود، اما دوباره به جمعیت آن افزوده شد. قلمرو پادشاهی جدید وسعت بسیاری پیدا کرده بود زیرا دو قلمرو آرنور و گاندور با یکدیگر ترکیب شده بودند. در شمال این قلمرو شامل تمام سرزمین‌های بین رودخانه لون و کوهستان مه بود. در جنوب نیز، این قلمرو عبارت بود از تمام زمین‌های بین دونلند در غرب، هاراد دور در جنوب، و رون در شرق. این قلمرو جدید در دوران چهارم به حیاتش ادامه داد تا اینکه الداریون جانشین پدر گشت و وارث سرزمینی بسیار وسیعتر از قبل گشت.

## مناطق آرنور
- آرتداین، در قلب فرمانروایی شمال قرار داشت که با لون هم‌مرز بود.
- کاردولان، جنوب جاده بزرگ شرقی در شرق برندی‌واین. کاردولان، جنوب جاده بزرگ شرقی در شرق برندی‌واین.
- رودئور، بین تپه‌های و در و کوهستان مه.

### شهرها، قلعه‌ها و برج‌های دیده‌بانی
- آنومیناس، پایتخت قدیمی در ساحل دریاچه اون‌دیم
- فورنوست، پایتخت جدید متعلق به نوادگان آرتداین
- بری، شهری تجاری که در کنار جاده بزرگ شرقی قرار داشت.
- لوند دائر، شهر بندری قدیمی که توسط نومه‌نوریان بنا شد.
- آمون سول، که ودرتاپ نیز نامیده می‌شود، برج دیده‌بانی در مرتفع‌ترین بخش تپه‌های ودر.
- الوستیریون، برج دیده‌بانی در تپه‌های برج.
- تارباد، شهر و بندری قلعه مانند در منار رودخانه گری‌فلود در مرز جنوبی آرنور.

## زبان‌ها
مردم آرنور از نسل نومه‌نوریان بودند و زبان قالب بین آن‌ها زبان وسترون نام داشت. بخشی از الف‌های لیندون و حداقل تعدادی از مردمان آرنور، خصوصاً افراد رده بالا، می‌توانستند به زبان کوئنیایی یا الدارین صحبت کنند.

## وجه تسمیه
آرنور نام محاوره‌ای برای پادشاهی شمالی بود. فرمانروایی شمالی همان‌طور که از اسمش پیدا است، در زبان کوئنیایی تورمن فولوندیه‌وا و در زبان سینداری آرتور نا فورلوناس نام داشت. این نام‌ها به سرعت از سر زبان‌ها افتادند و به جای آن کلمه آرنور به معنای سرزمین پادشاهان که به نسل پادشاهی الندیل اشاره داشت، استفاده شد. این کلمه در اشعار سینداری، آرانور نام داشت که همتای آن در کوئنیایی آراندوره نامیده می‌شد. هر چند از لحاظ فنی، شکل سینداری آراندوره، آردور می‌شود، اما تالکین برای تلفظ بهتر آرنور را استفاده نمود.